# Gobavost
Gobavost ali lepra je že od antike poznana nalezljiva bolezen, ki jo povzroča bakterija Mycobacterium leprae. Danes jo z antibiotiki uspešno zdravimo. Inkubacijska doba traja tudi več mesecev ali celo let. Za okužbo je potreben dolgotrajnejši stik z bolnikom. Gobavost povzroča značilne spremembe na koži, sluznicah ter živčevju.

## Simptomatika
Pri gobavosti so prizadete živčne celice, ki posledično odmirajo. Bolnik izgubi občutek za mraz, vročino in bolečino. Če bolnik ni deležen zdravljenja, nastopi smrt največkrat zaradi kakšne druge resne okužbe, na primer tetanusa.

### Zgodnji stadij
V zgodnji razvojni stopnji se pojavijo nejasno omejeni madeži na koži; pri ljudeh s temnejšo poltjo so madeži svetlejši od oklone kože, pri ljudeh s svetlejšo poltjo pa so rdečkasti. Madeži niso boleči in so manj občutljivi na dotik od zdrave kože. V tej stopnji lahko bolezen stagnira, mine ali pa napreduje.

### Tuberkuloidna gobavost
Nesomerni madeži postanejo izbočeni in hrapavi. Na prizadetih predelih kože dlake izpadejo. Periferni živci postanejo vozlasto zadebeljeni, čut za dotik peša in nazadnje povsem izgine. Posledično se takšni bolniki pogosto ranijo. Zaradi prizadetosti obkrajnega živčevja so mišice slabotne.

### Bunčičasta gobavost
Bunčičasta gobavost je najtežja oblika gobavosti. Bakterije se namnožijo po krvi, živčevju, sluznicah in mezgovnem sistemu po vsem telesu. Koža je močno spremenjena in je vozličasta. Značilni so svetlordeči do rjavi lepromi, ki se na obrazu med seboj prekrivajo in združujejo ter tvorijo tako imenovan levji obraz. Sledijo lahko okvare kosti, mišic, kit ter notranjih organov.

## Zdravljenje
Gobavost dandanes načeloma velja za ozdravljivo bolezen. Prvi veliki napredek v boju proti gobavosti je bilo odkritje povzročitelja. Bakterijo Mycobacterium leprae je leta 1873 odkril norveški zdravnik Gerhard Armauer Hansen. 
V dvajsetih letih dvajsetega stoletja so se pojavili prvi terapevtski prijemi, ki pa so bili le malo uspešni. Prelomnico je pomenila terapija s sulfonamidi, ki se je pojavila v 40. letih. Leta 1947 se je pojavil najučinkovitejši sulfonamid dapson. Kasneje so odkrili še druge učinkovine: klofazimin (1962), rifampicin (1971) ... Terapija traja več mesecev in zajema kombinacijo več različnih zdravil. Razlikuje se od bolnika do bolnika.
Terapija je odvisna od oblike bolezni ter njene napredovanosti. Za dokaz bolezni se uporablja leprominski test.